# Phryno hemisphaerica
Phryno hemisphaerica là một loài ruồi trong họ Tachinidae.